# Esterházy Miklós (1711–1764)
Galántai gróf Esterházy Miklós (1711. november 16. – 1764. június 27.) császári és királyi kamarás, tanácsos, koronaőr, főispán, diplomata.

## Élete
Szülei gróf Esterházy Ferenc (1683–1754) és Pálffy Mária Szidónia (1690–1743) grófnő voltak. Esterházy Ferenc (1715–1785) magyar udvari kancellár bátyja.
A pozsonyi jezsuita gimnáziumba járt. Apja 1732-ban elküldte Ferenc öccsével a lotaringiai Lunéville nemesi akadémiára. Ott fél évet töltöttek együtt, majd 1732 októberétől 1733 áprilisáig "kavalierstouron" voltak Dél-Németországban, Németalföld kikötővárosaiban, Nagy-Britanniában, Flandriában, Franciaországban és Észak-Itáliában. Jártak Rómában és Nápolyban is. 1735 júliusában értek vissza Bécsbe.
Lengyelországban volt rendkívüli követ, valamint Szentpéterváron. Nyolc éven át irányította az osztrák és az orosz cári udvar közötti diplomáciai kapcsolatokat.